# The Rainbow Thief
The Rainbow Thief és una pel·lícula de 1990 dirigida per Alejandro Jodorowsky i escrita per Berta Domínguez D. En ella Jodorowsky va tenir l'oportunitat de treballar amb autèntiques "estrelles de cinema", Peter O'Toole i Omar Sharif. Christopher Lee també exerceix un breu paper.

## Argument
Rudolf Von Tannen és un milionari excèntric que no es preocupa per ningú més que pels seus dàlmates. Una nit dona la benvinguda a un sopar als seus convidats, tots ells relacionats amb ell, i estan esperant cobrar la seva fortuna una vegada que mori. Els gossos són alimentats amb caviar i la gent rep ossos per a menjar. Això els omple d'ira. Després arriba el servei de bordell predilecte de Rudolf, les Rainbow Girls, dones de grans pits vestides amb els colors de l'arc de Sant Martí. Després de ballar i sortir de festa amb ells, Rudolf sofreix un atac al cor que el deixa comatós.
Els familiars es reuneixen per discutir sobre la voluntat, però ja que Rudolf està viu però en coma, no es pot fer res. Els familiars sospiten que Rudolf deixarà tota la seva fortuna al seu nebot igualment excèntric, Meleagro. Meleagro arriba a temps per a escoltar la conversa i s'allunya sense ser vist pel seu gos Chronos.
Cinc anys després, Meleagro i Dima (un petit lladre) viuen junts en la línia de clavegueram. Chronos ha mort. Junts esperen la desaparició de Rudolf i l'herència posterior. Dima s'ha proposat robar per guanyar-se la vida per als dos, i aprofita els carnestoltes i circs ambulants per a fer-ho. Té enfrontaments freqüents contra un cantiner (interpretat pel músic de rock anglès Ian Dury), a qui li deu grans sumes de diners, així com a diverses persones de poca edat (un nan, un captaire gegant i cec) i Ambrosia, una dona gran l'amor de la qual ell explota per diners.
Una nit, mentre escapa d'un dels seus molts perseguidors, llegeix sobre la desaparició de Rudolf i es disposa a gastar els seus estalvis en un sopar amb Ambrosia. No obstant això, després d'una estreta inspecció del periòdic, descobreix que Rudolf ha deixat tota la seva fortuna a les Rainbow Girls, sempre que aquestes cuidin dels seus gossos. Molest, Dima enfronta a Meleagro, sentint-se traït per ell, encara que Meleagro sosté que la fortuna que una vegada va prometre no era diners o or, sinó el paradís i l'eternitat. Indignat, Dima l'abandona i decideix deixar-lo a ell i als embornals per sempre en prendre un vaixell a Singapur. Sentint-se culpable per deixar enrere a Meleagro, salta del tren i s'afanya a tornar als embornals, on el seu amic espera la mort amb el cadàver del seu gos.
La parella es va disposar a trobar una sortida a les inundacions, però no va servir de res. Finalment arriben a una escala que puja. Dima se les arregla per a pujar a la seguretat. Meleagre accepta feliçment el seu destí i es llança a un fort corrent que l'arrossega. Dima grimpa i se senti catatònica enmig del carrer durant hores, sorpresa.
Al final, mentre Dima camina pels molls, veu a Chronos molt viu nedant en l'aigua. El gos i el lladre es reuneixen i caminen alegrement pel moll, sota un arc de Sant Martí.

## Repartiment
- Peter O'Toole: Príncep Meleagro
- Omar Sharif: Dima
- Christopher Lee: Oncle Rudolf
- Ian Dury: el barista
- Francesco Romano: Marcus
- Jude Alderson: Hortensia
- Brigitte Barclay: Noia de l'arc de Sant Martí
- David Boyce: el Clown
- Jane Chaplin: Lady Jane

## Notas de producció
Aquest va ser el sisè llargmetratge de Jodorowsky i la seva primera pel·lícula britànica. El rodatge es va realitzar a Gdansk, Polònia. Els productors el van amenaçar amb freqüència perquè no canviés res en el guió, impedint així una major participació artística de la seva part. (Juntament amb Fando y Lis, aquesta és una de les dues pel·lícules que Jodorowsky ha dirigit i que ell no va escriure també). Des de llavors, Jodorowsky va rebutjar la pel·lícula.
Es va estrenar en cinemes a Londres (maig de 1990), Itàlia (Il Ladro dell'arcobaleno, 1990), Franla (Le voleur d'arc-en-ciel, París, 1994) i, desptés, Espnyña (El ladrón del arco iris). , Cine Doré, Madrid, 2011); Però mai es va estrenar als cinemes estatunidencs. Aquesta pel·lícula, juntament amb el seu anterior Tusk en 1980, marca el seu treball més impersonal, molt allunyat del seu treball anterior. Va ser discutit juntament amb les seves altres pel·lícules en el documental La constelación Jodorowsky (1994).